# Colonia Molina
Colonia Molina es un distrito del departamento Guaymallén, provincia de Mendoza, Argentina, principalmente de carácter rural.
Fue fundado en julio de 2014 sobre terrenos anteriormente bajo la jurisdicción de los distritos Corralitos, Puente de Hierro y Colonia Segovia.
Posee una superficie aproximada de 10 km², y se encuentra a unos 15 km de la capital comunal, y a unos 20 km de la ciudad de Mendoza. 
Entre las instituciones afincadas en el distrito se encuentra una escuela primaria. Carece de destacamento o comisaría de policía. No hay telefonía pública fija disponible en la zona.
Sus principales actividades son la agricultura y es la sede de la Fiesta del Camote.